# Музей Природы Окского заповедника
Музе́й Приро́ды О́кского запове́дника — один из центров экологического образования в заповеднике, созданный в 1938 году. Идея его организации принадлежит художнику, натуралисту и таксидермисту Корсакову Владимиру Александровичу.

## Информация о музее
Музей размещается в посёлке Брыкин Бор в старинном одноэтажном кирпичном здании постройки 1872 года и занимает два зала общей площадью 200 м². Это здание входило в комплекс сооружений, относившихся к стекольному заводу, хозяином которого был помещик Ф. А. Беклемишев.

### История

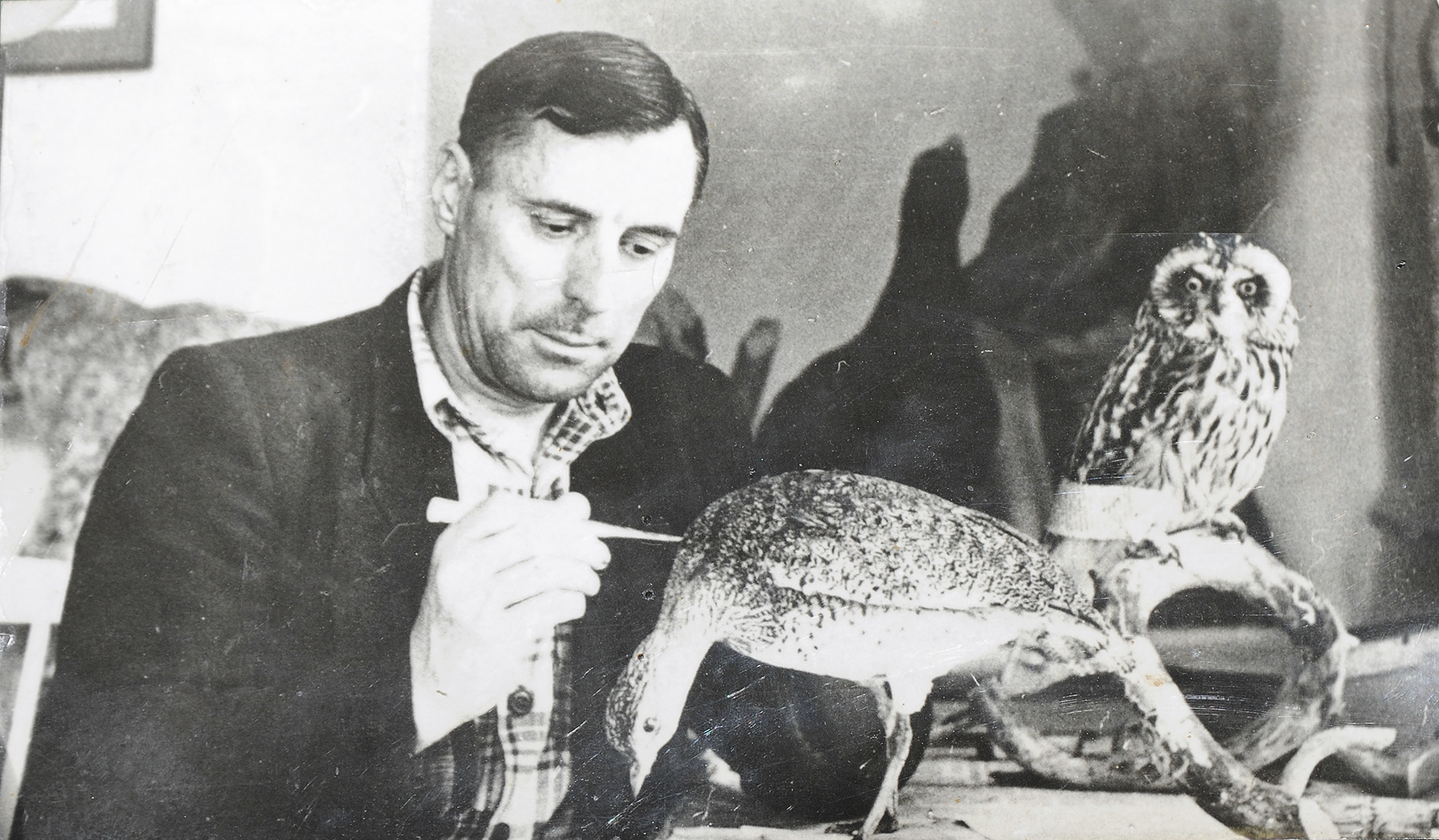
Владимир Александрович Корсаков

В. А. Корсаков (1911—1971) начал создавать музей в 1937 году. Уже в сентябре 1938 года была организована небольшая музейная комната в 14 м², в которой находилось 172 экспоната: 74 чучела, 76 тушек млекопитающих и птиц, 10 черепов млекопитающих, 10 витрин с животными и растениями. Она находилась в деревянном здании Управления заповедника. В первый год организации музея его посетило семьдесят человек взрослого населения и три экскурсии школьников. Музей активно развивался: в 1939 году под него была отведена комната в 69 м², в июне 1941 года площадь музея была увеличена на 20 м², а экспозиция состояла уже из 478 экспонатов.
С началом Великой Отечественной войны запланированный в музее ремонт был отложен, а само помещение музея было временно отдано под столовую для эвакуированных из Москвы детей. Все музейные экспонаты были перемещены в одну из комнат метеостанции и в лабораторию до лета 1942 года.
В 1955—1956 годах музейная экспозиция была переведена в другое помещение, которое находилось в старинном кирпичном здании, сохранившемся с дореволюционных времён. Музейные фонды к этому времени состояли из 215 чучел птиц, млекопитающих и рыб, 340 тушек, коллекции рогов и яиц. В музее было представлено 40 биогрупп и 4 стенда, характеризующих научную работу заповедника. Годовое количество посетителей музея приблизилось к пяти тысячам.
В. А. Корсаков был не только отличным препаратором, но и художником, воспроизводившим неповторимые уголки родной природы. Будучи самоучкой, прекрасно владел техникой изготовления чучел различных животных: от крохотной птички-королька до таких исполинов русского леса, как лось, медведь или зубр. Рисовал фоновые пейзажные планы к создаваемым диорамам, из подручного материала делал витрины. К мастеру приезжали перенимать опыт многие таксидермисты из разных музеев страны. Созданный его руками музей стал одним из лучших музеев природы заповедников.
После ухода из жизни В. А. Корсакова за состоянием музейной экспозиции и работой музея следили Сергей Петрович Зацепин (1973—1978), Вячеслав Георгиевич Малых (1978—1987) и Юрий Сергеевич Зацепин (1988—1998).
С 1998 по 2004 год музей был закрыт на реставрацию. После ремонта удалось максимально сохранить самобытность и черты старого — «корсаковского» — музея: часть диорам осталась в авторском исполнении. С 2013 года во второй половине здания располагается Визит-центр Окского заповедника. С мая 2014 года — это единый комплекс, который включает Музей Природы. В музее представлено видовое разнообразие многих групп животных в естественных биотопах. Чучела представителей разных биологических групп созданы профессионалами высокого класса и служат наглядным пособием в познании животного мира посетителями, число которых достигает ежегодно 10 тысяч человек.

### Экспозиция музея
Экспозиция Музея Природы представляет цельные биогруппы-диорамы, в которых представлено около ста восьмидесяти экземпляров мещёрской фауны. Среди них выхухоль — редкий и один из самых древних из живущих в здешних краях зверей, и дальние родственники выхухоли — землеройки; различные мышевидные грызуны (в заповеднике встречается 10 видов). В больших витринах — крупные хищники: рысь, волк, лисица и копытные (лосиха с лосёнком, пятнистые олени около кормушки). Рядом куница, хорь, горностай, ласка и самый крупный из куньих, сильно отличающийся от сородичей — барсук. По соседству подробная картина поселения бобров: хатка, плотина, обрубки поваленных обитателями деревьев. Также за стеклом наблюдается довольно редкое для центральных областей зрелище — тетеревиный и глухариный ток, тяга вальдшнепа, прячущийся в ельнике рябчик. В витрине с водоплавающими птицами — кряквы, чирки, гуси, на берегу — кулики, чайки, крачки. В отдельных витринах представлены крупные хищные птицы — канюк, ворон, орлан-белохвост, ястребы и соколы. Часть витрин оснащена аудиозаписями голосов зверей и птиц. Искусно сделанные диорамы создают полноценную иллюзию участка леса с живыми обитателями.
Отдельный экспозиционный комплекс посвящён истории музея и его основателю.

## Фотогалерея

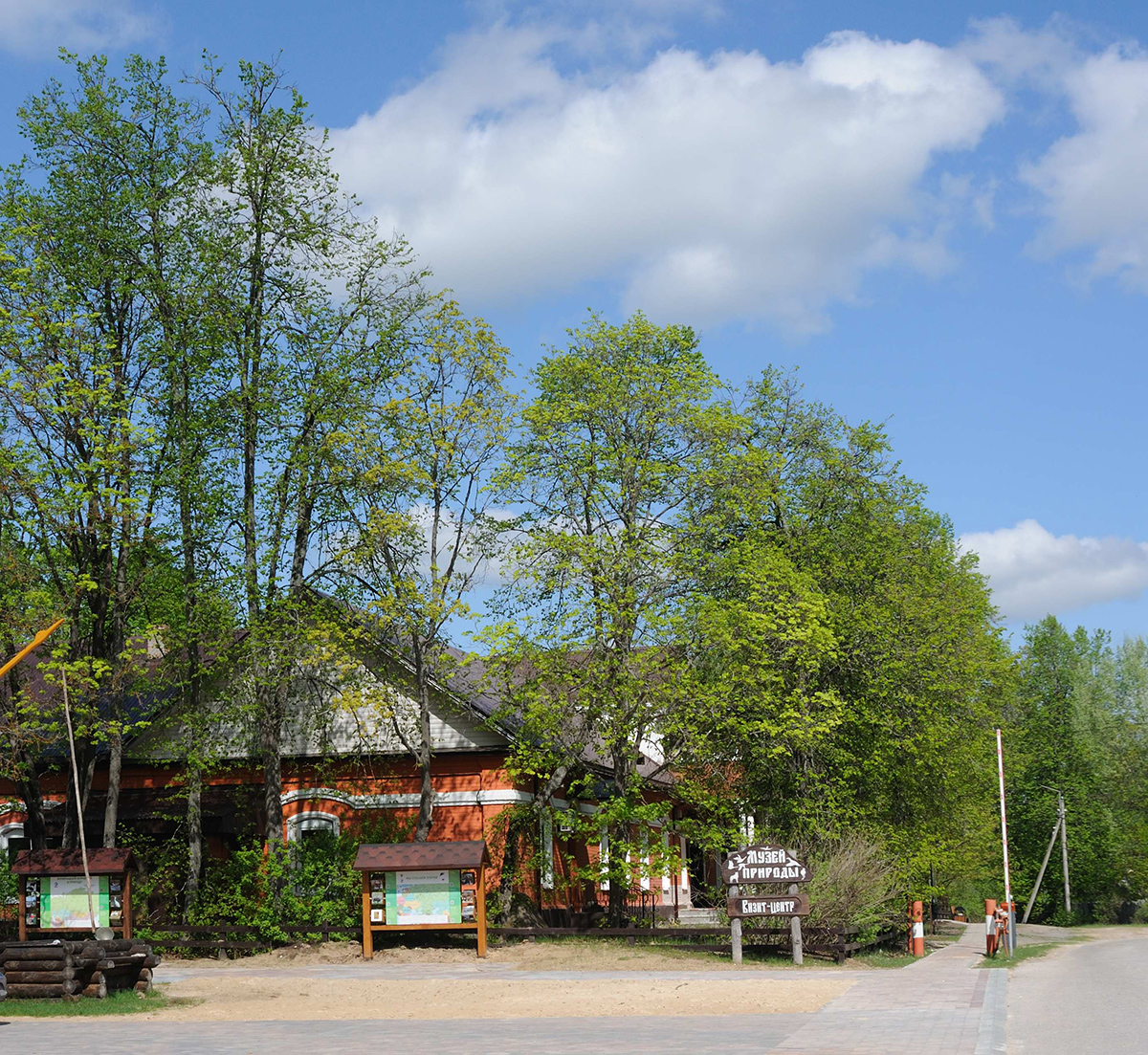
Визит-центр Окского заповедника, вид сбоку
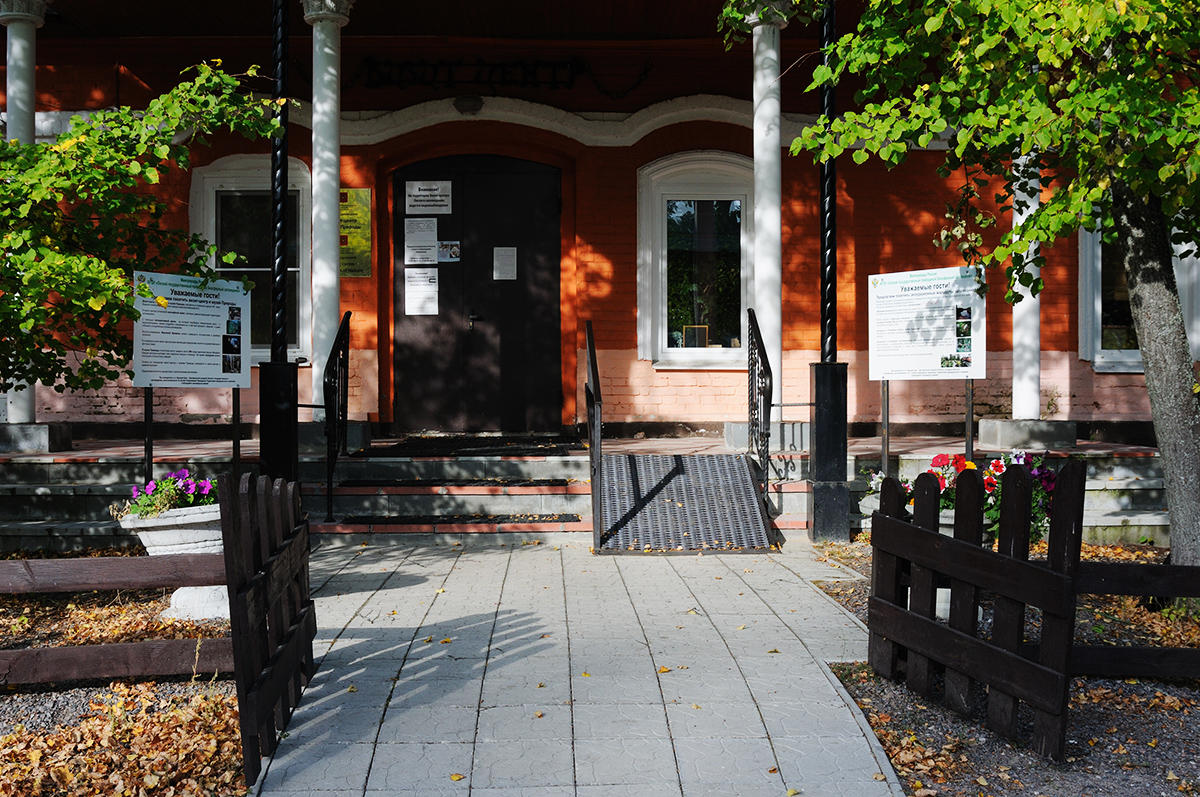
Вход в Визит-центр
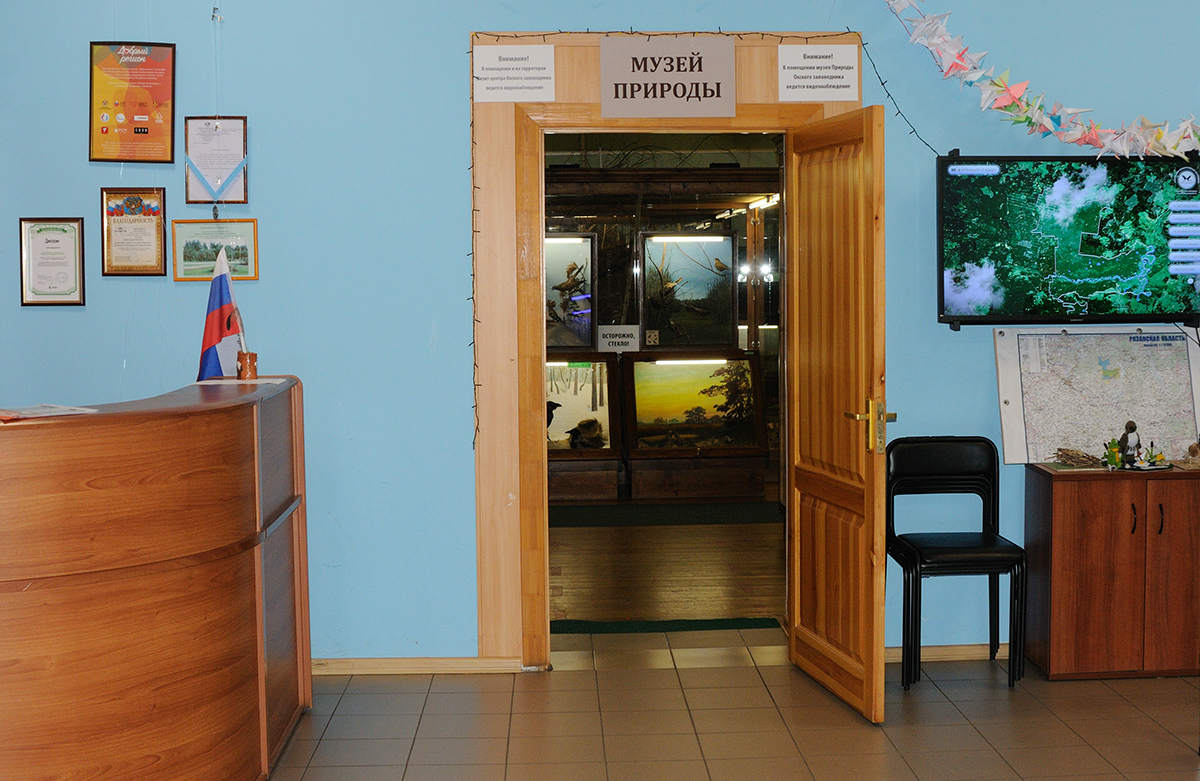
Вход в Музей Природы
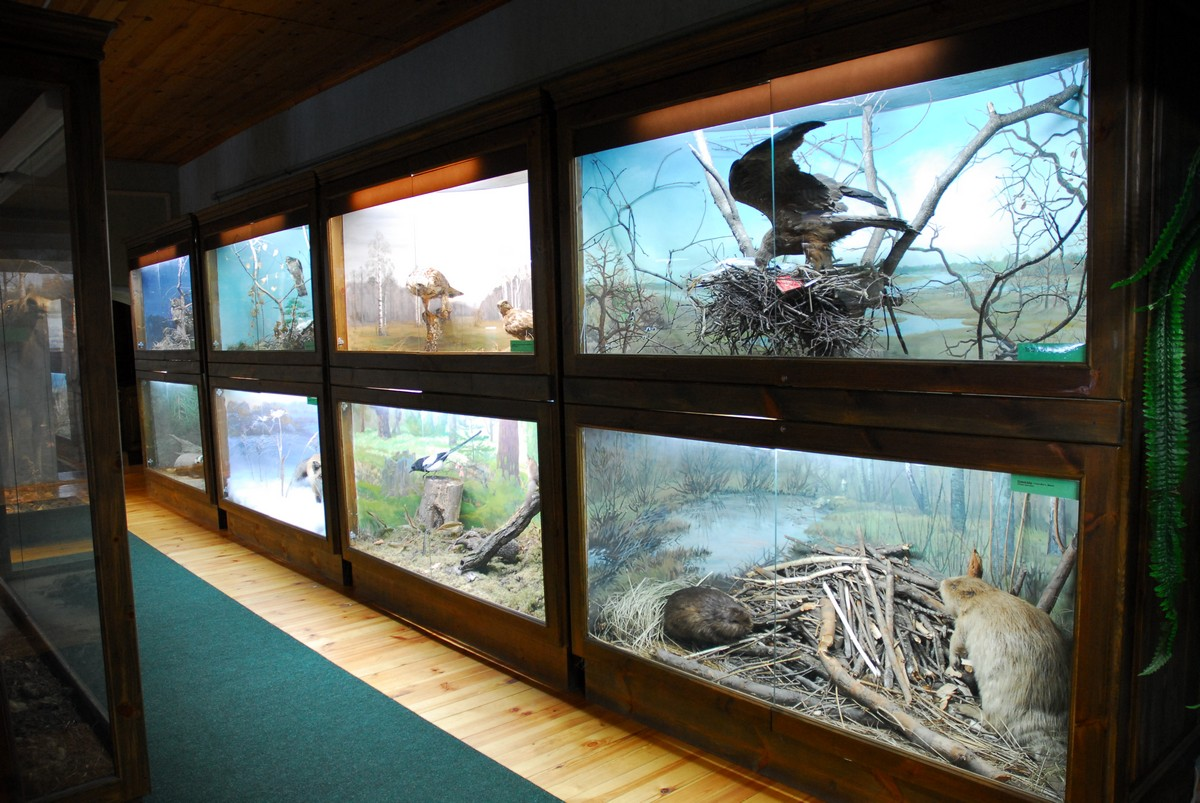
Экспозиция Музея Природы
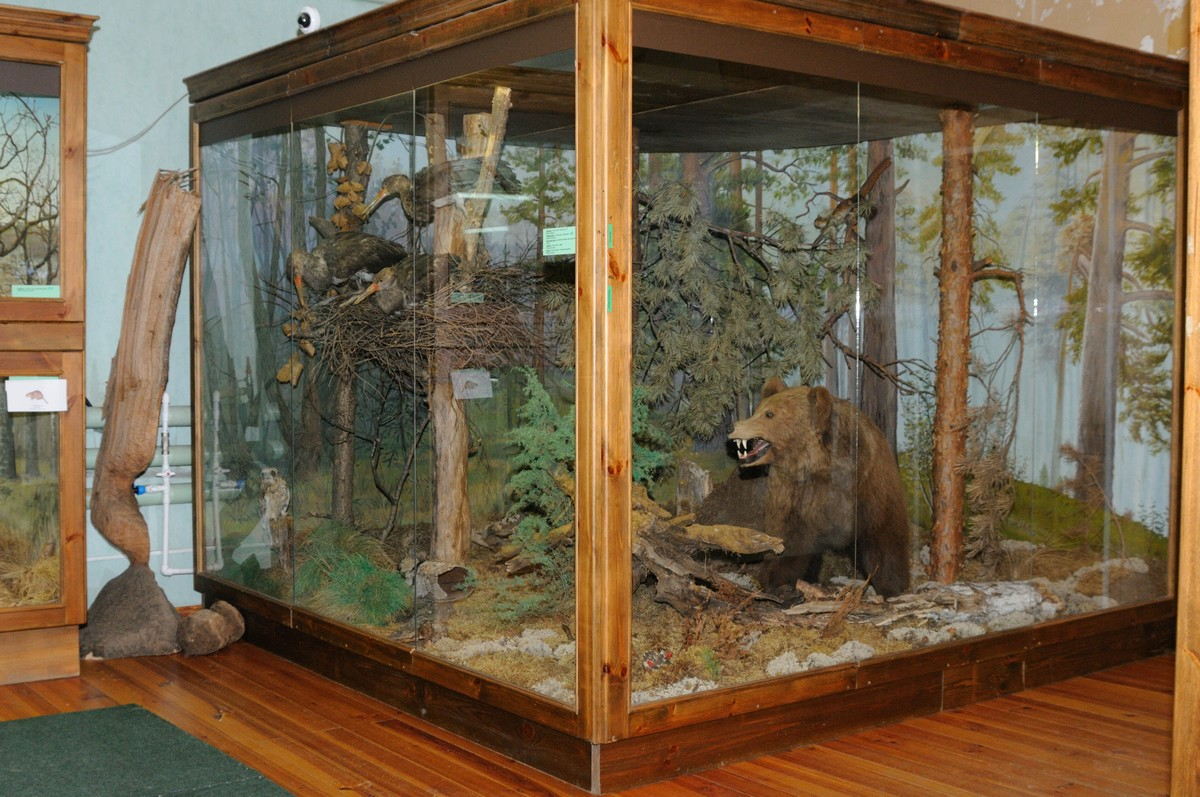
Витрина с медведем
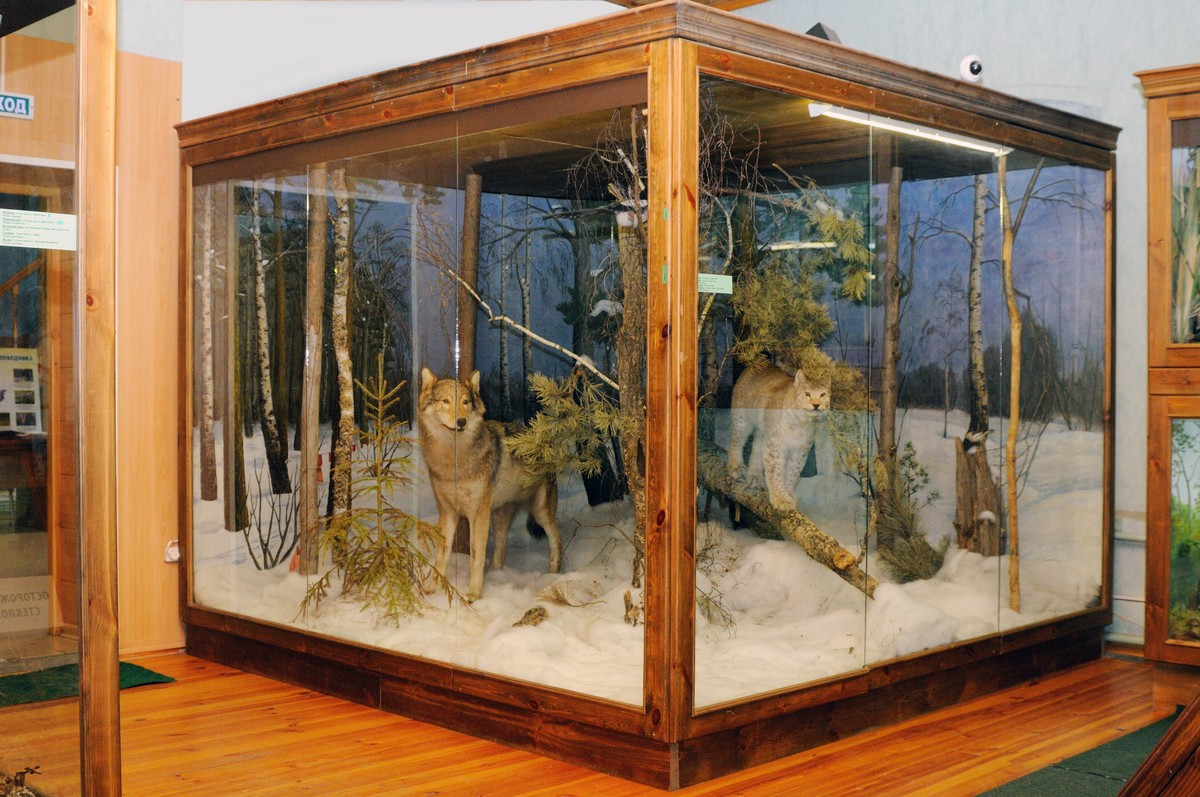
Витрина с волком и рысью
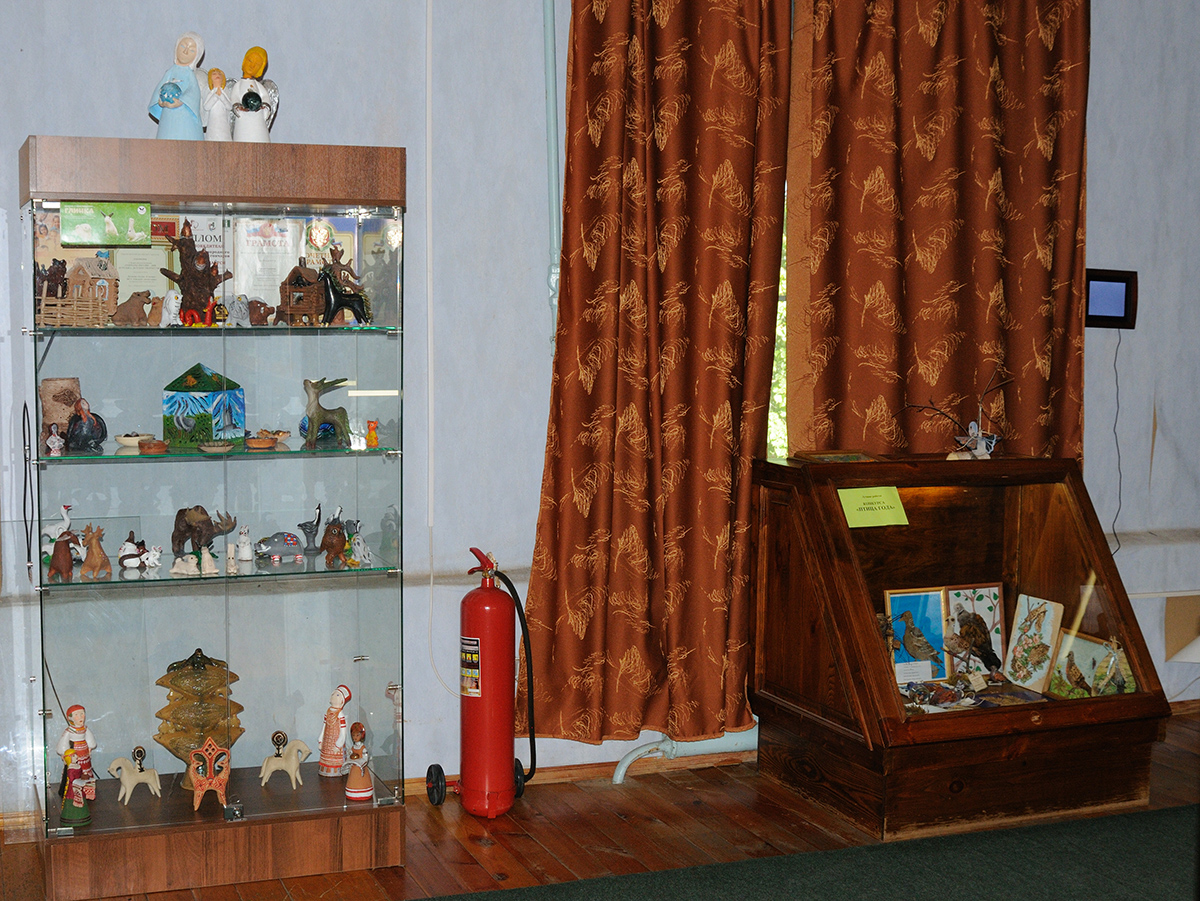
Выставки в Музее Природы